# Puck (glassar)
Puck ingår i namnet på flera pinnglassar från GB Glace. De första glassarna med puck i namnet var Chokladpuck och Puckstång som var med från starten år 1935. Sedan dess har företaget ofta givit produkter namnet puck. Fram till och med Lakritspuck 1982 var ingen av dessa puck-glassar formad som en ishockeypuck; däremot marknadsfördes GB:s glassar från början med hjälp av en narr-klädd figur.

## Historik

### 1930-talet
Sveriges första glasspinne kunde ätas på Stockholmsutställningen 1930, där den gjorde succé. I mars 1935 introducerade Mjölkcentralen Puck, den första glasspinnen i svenska livsmedelsaffärer. Idén kom från USA, där glass redan var en stor konsumentprodukt. Man trodde inte att glass skulle bli någon storsäljare, det var i stället ett sätt att få användning av företagets överskott av mjölkfett.

### 1960-talet
1960-talet var en storhetstid för pinnglassar från GB med puck i namnet. I 1961 års GB-sortiment fanns tolv glassar, varav hela åtta stycken var "puckar": Puckpinne, Chokladpuck, Puckstång, Nötpuck, Blåpuck, Guldpuck, Storpuck samt Puck i cup (den sistnämnda en vaniljglass med chokladsås i plastskål). När 1969 års utbud presenterades var endast fyra (Storpuck, Nötpuck, Chokladpuck och Puckstång) puckvarianter av de totalt 16 glassarna. De större pinnglassarna började nu få mer specifika benämningar, medan pucknamn kvarstod hos en del mindre pinnglassar – inklusive den korta och tjocka Puckstång och den lilla cylinderformade Chokladpuck. Inflationen hade ännu inte nått GB:s prislistor; Puckstång kostade 50 öre både 1961 och 1969.

## Olika Puck-glassar
- Storpuck
- Nötpuck
- Chokladpuck
- Pistagepuck med smak av pistasch
- Cassatapuck
- Punschpuck

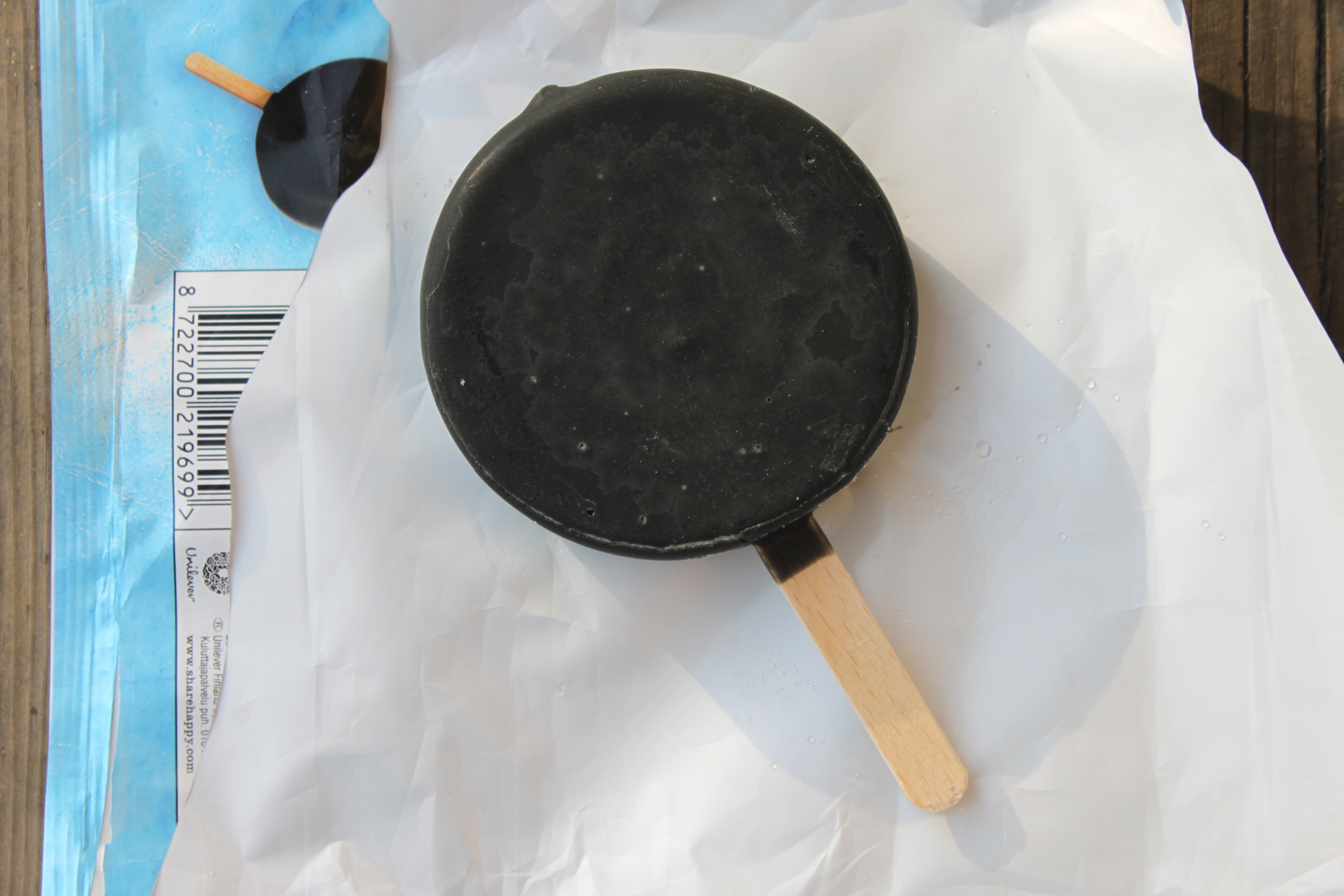
Lakritspuck, 25 juli 2013.

- Puckstång – rektangulär gräddglasspinne. Den debuterade 1938 (fyra år före GB Glace) som den första pinnglassen i Sverige.[3] Smakerna var vanilj och jordgubb. Den fanns även i päron, kokos, citron och nougat. 2014[4] lanserades den åter som Puckstång Vaniljgräddglass[5].
- Lakritspuck (lanserad 1982, återlanserad under 00-talet[6])
- Guldpuck
- Vaniljpuck – ren vaniljglass som har formen av ett rätblock. Glassen började redan säljas 1942 (GB:s startår[6]) och kostade då 55 öre.[7] 2006–2008 återupptog GB den i sitt sortiment.

## Källhänvisningar
1. ↑  ”Historien bakom Glace-Bolaget”. Arla. Arkiverad från originalet den 9 april 2016. https://web.archive.org/web/20160409151644/http://www.arla.se/om-arla/arlas-historia/produkterna/glace-bolaget/. Läst 28 mars 2016.
2. ↑  "Glassar från 60-talet". expressen.se. Läst 31 mars 2015.
3. ↑  Granath, Erika (2014?): "Mums – en historia om glass då och nu!". Arkiverad 2 april 2015 hämtat från the Wayback Machine. tidningenland.se. Läst 31 mars 2015.
4. ↑  GB Glace (2014-02): "Årets glassnyheter bjuder på lyxigt Magnum-jubileum, Sveriges största glass och en Taco-glass till fredagsmyset!". Arkiverad 4 juli 2014 hämtat från the Wayback Machine. b.se. Läst 31 mars 2015.
5. ↑  "Puckstång vaniljgräddglass". glassakademin.se. Läst 31 mars 2015.
6. 1 2  "Historia". Arkiverad 2 april 2015 hämtat från the Wayback Machine. gb.se. Läst 31 mars 2015.
7. ↑  Wiberg, Julia (2014): "GLASS – SÅ SMAKAR ALLA NYHETER". Arkiverad 2 april 2015 hämtat från the Wayback Machine. expressen.se. Läst 31 mars 2015.